# Copa FMF 2023 (Maranhão)
In 2023 zou de vijfde  Copa FMF gespeeld worden voor clubs uit Braziliaanse staat Maranhão. 
Op 8 september 2023 maakte de FMF de reglementen en het basisschema voor de competitie bekend, met een start op 4 november. De competitie zou, net als in de laatste 2 edities, 8 deelnemers hebben. 
Op 21 september kondigden de teams IAPE, Pinheiro, Sampaio Corrêa, São José en Moto Club aan dat ze zich terugtrokken uit deelname aan de competitie. In de brief aan de FMF beweerden de clubs dat het houden van de wedstrijd hun financiële middelen in gevaar zou brengen, omdat ze de kosten van scheidsrechters, reizen, accommodatie en het betalen van voetballers voor een korte competitie zouden moeten dragen, wat de planning voor de staatscompetitie van 2024 en andere kampioenschappen in gevaar zou brengen. De deelname van Sampaio Corrêa aan de 2023 nationale Série B werd genoemd als een belemmering voor het toernooi, omdat de club hier voor het behoud streed. Uiteindelijk werd er beslist om de competitie voor 2023 te annuleren. 

## Deelnemers
| Club                | Stad                |
| ------------------- | ------------------- |
| Chapadinha          | Chapadinha          |
| Cordino             | Barra do Corda      |
| IAPE                | São Luís            |
| Moto Club           | São Luís            |
| Pinheiro            | Pinheiro            |
| Sampaio Corrêa      | São Luís            |
| São José de Ribamar | São José de Ribamar |
| Kampioen 2ª Divisão | Nog te bepalen      |